# Pozdišovský hřbet
Pozdišovský hřbet je geomorfologický podcelek Východoslovenské pahorkatiny. V podobě pahorkatinného hřbetu vybíhá v centrální části území jižním směrem do rovinaté krajiny až po Trhovište a Pozdišovce.

## Vymezení
Podcelek zabírá poměrně rozsáhlý pás území, vybíhající ze střední části Východoslovenské pahorkatiny jižním směrem. Odděluje povodí Ondavy a Laborce. Severním směrem sousedí Vihorlatské vrchy s podcelkem Humenské vrchy a Beskydské předhůří s Merníckou pahorkatinou, severozápadním směrem navazuje Ondavská niva. Západním, jižním a jihovýchodním směrem se rozkládá Východoslovenská rovina s podcelky Ondavská rovina, Malčická tabule a Laborecká rovina, východním směrem pokračuje pahorkatina podcelkem Laborecká vrchovina. 

## Osídlení
Nápadně zvlněné území je osídleno zejména v okrajových částech, kde leží několik obcí. Na severovýchodním okraji leží město Strážske. V této části Východoslovenské nížiny byly objeveny zbytky pravěkého osídlení (Pozdišovce, Strážske).

## Doprava
Severním okrajem území vede směrem z Vranova nad Topľou na Strážske silnice I / 18, jižním okrajem přechází v koridoru I / 19 (Košice - Michalovce) Evropská silnice E50. Západní okraj lemuje silnice II / 554. Železniční tratě vedou severním okrajem mezi Vranovom a Strážským a jihovýchodním okrajem mezi Trebišovem a Strážským.